# Agostino Roscelli
Svatý Agostino Roscelli (27. července 1818, Bargone – 7. května 1902, Janov) byl italský římskokatolický kněz a zakladatel řeholní kongregace. Katolická církev jej uctívá jako světce.

## Život

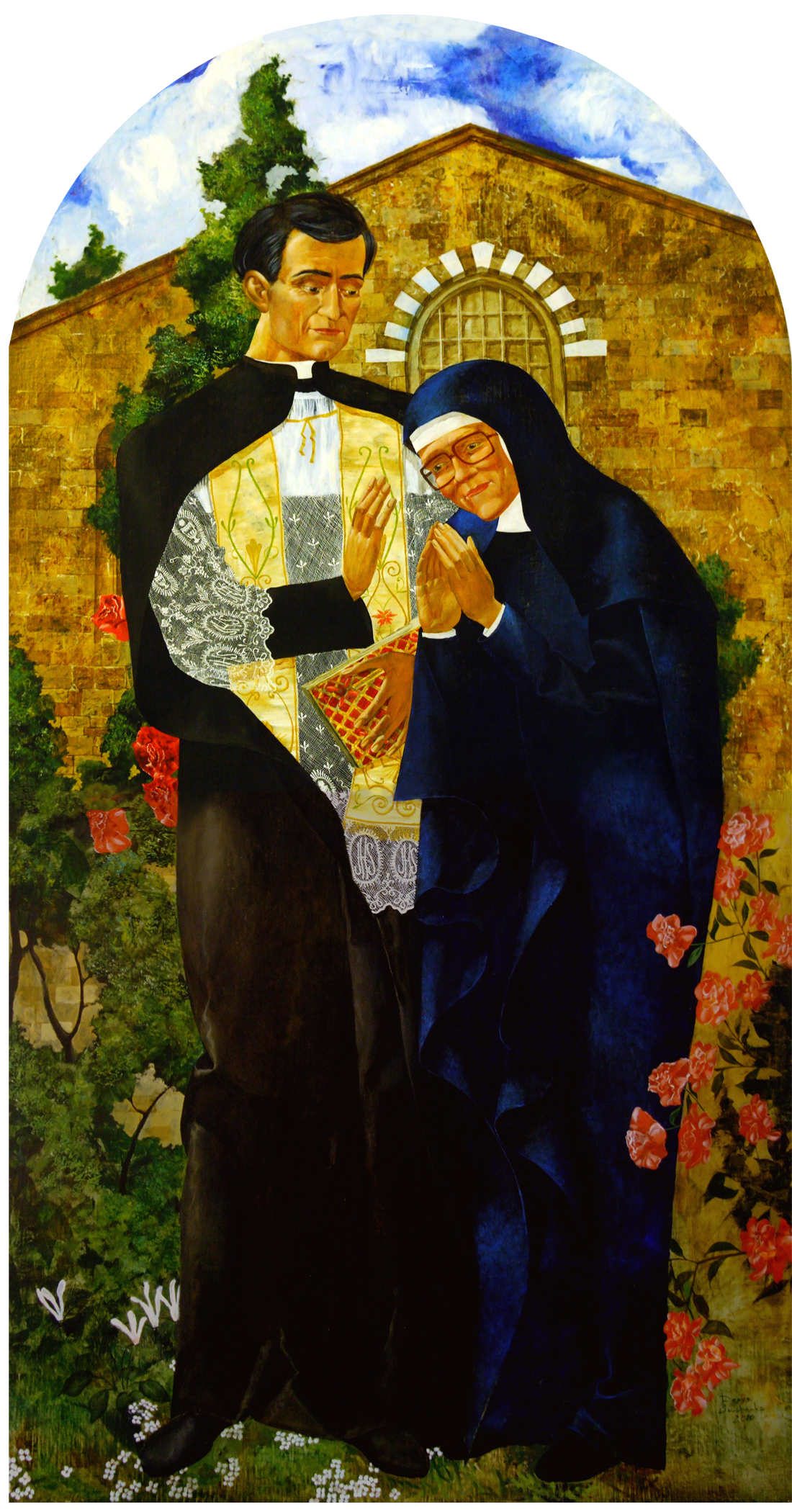
Obraz sv. Agostina Roscelli v Janově

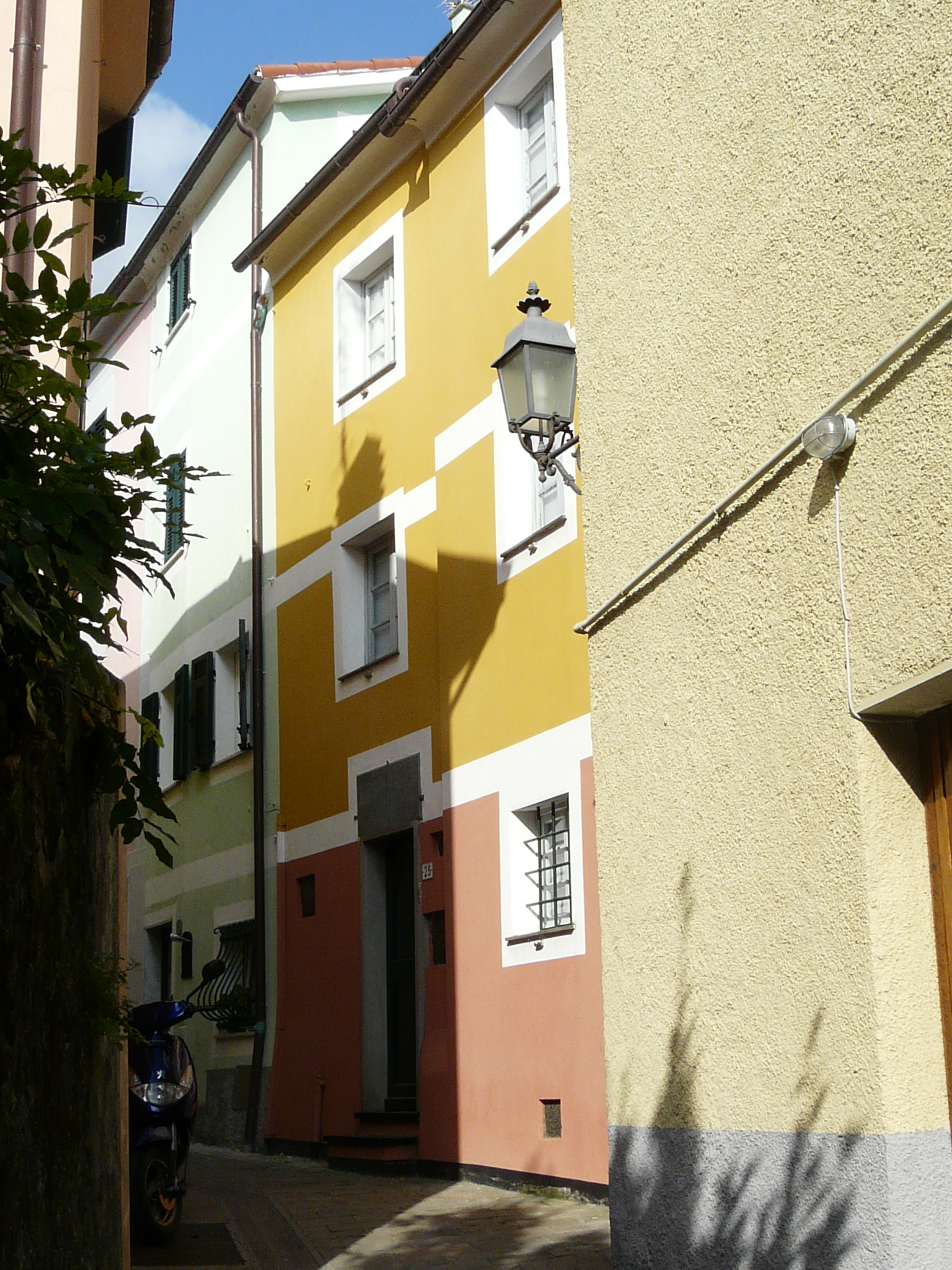
Rodný dům sv. Agostina Roscelli

Narodil se dne 27. června 1818 v malé vesnici Bargone poblíž města Casarza Ligure do chudé rodiny rodičům Domenicu Roscelli a Marii Gianelli. Ti ho ještě toho dne nechali pokřtít. Po studiích se roku 1835 přestěhoval do Janova, aby se připravil na kněžské svěcení. Na kněze byl vysvěcen dne 19. září 1846.
Jako farář byl mezi lidmi velmi oblíbený. Dlouhé hodiny trávil ve zpovědnici. Trápilo ho, že zde dívky měly nižší vzdělání než chlapci a byly často nuceny k prostituci a jiným podřadným povoláním. Toužil v tomto ohledu po změně. Shromáždil skupinu mladých dívek, dal jim práci v šicí dílně a přitom je vzdělával. Pro chlapce, kteří na tom však také nebyli o moc lépe taktéž shromáždil a vzdělával. Později založil internátní školu pro výchovu mladých žen, kterým hrozila chudoba, nedostatek jídla, nebo prostituce.
Roku 1872 začal pomáhat vězňům, zejména odsouzeným k trestu smrti. O dva roky později, roku 1874 se stal duchovním a dozorcem v novém sirotčinci. V něm posléze sloužil 22 let. Během té doby pokřtil přes 8 000 dětí a pomáhal svobodným matkám, které byly tou dobou na okraji společnosti.
Ženy, pracující v jeho šicí dílně začaly toužit po nové řeholní kongregaci a požádaly ho o pomoc při jejím zakládání. Ten se sice ze začátku zdráhal, avšak posléze jim vyhověl. Po promyšlení detailů požádal papeže bl. Pia IX. o svolení kongregaci založit.
Ten jeho žádost schválil a dne 15. října 1876 byla kongregace sester Neposkvrněného početí Panny Marie založena. Kongregace se pod jeho duchovním vedením začala rychle rozrůstat.
Zemřel v pověsti svatosti ve věku 83 let dne 7. května 1902 v Janově.

## Úcta
Dne 18. ledna 1932 se začalo se shromažďováním informací o jeho životě, což je důležité při budoucím beatifikačním procesu. Dne 11. září 1980 započal jeho beatifikační proces a začal být titulován jako služebník Boží. O devět let později, dne 21. prosince 1989, byl papežem sv. Janem Pavlem II. prohlášen za ctihodného podepsáním dekretu o jeho hrdinských ctnostech.
Dne 17. května 1995 byl blahořečen papežem sv. Janem Pavlem II. Svatořečen byl týmž papežem dne 10. června 2001. Jeho svátek je slaven 7. května.